# Danmarks Tekniske Universitet

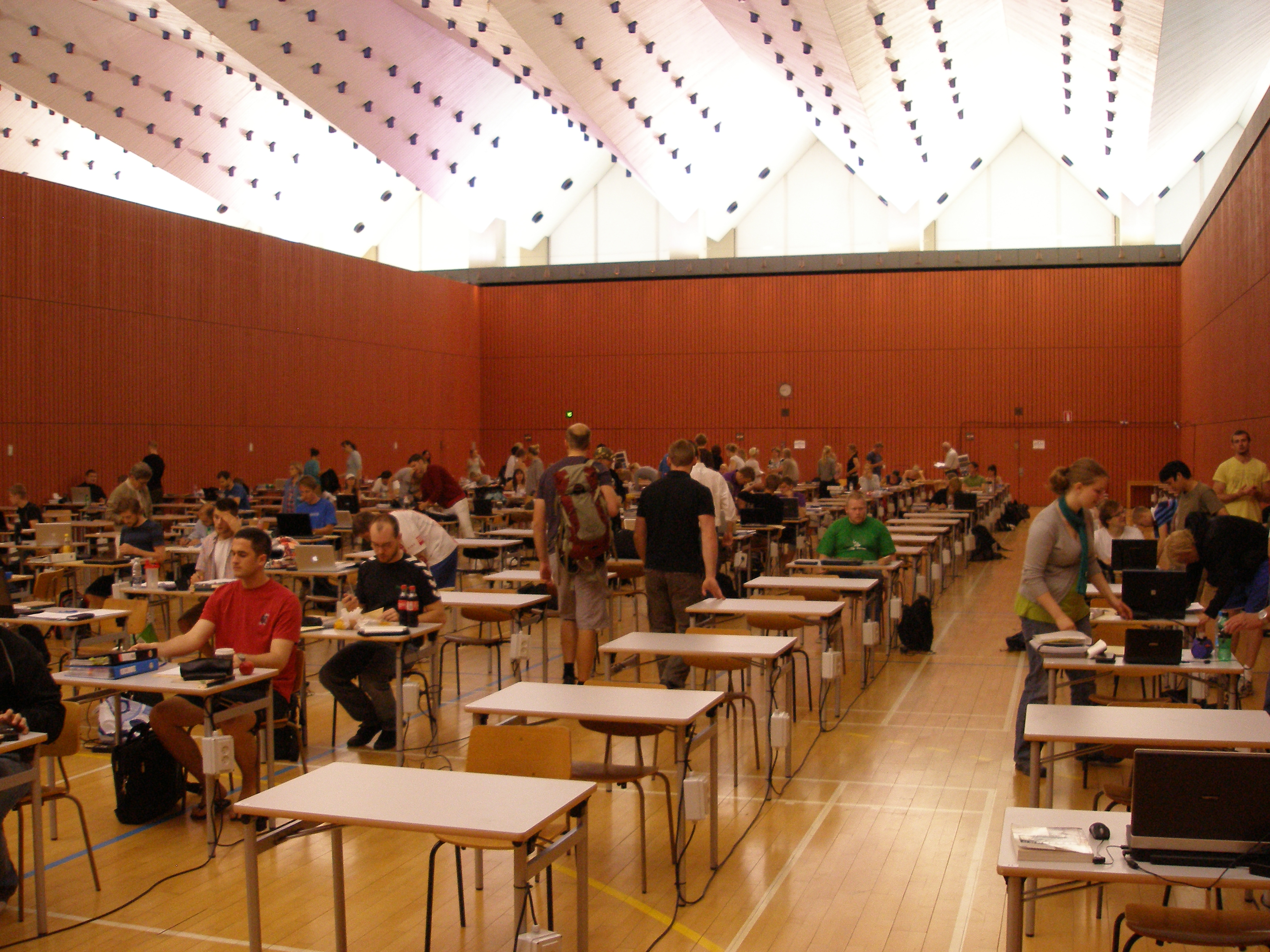
Tentamen in een gymzaal van de DTU

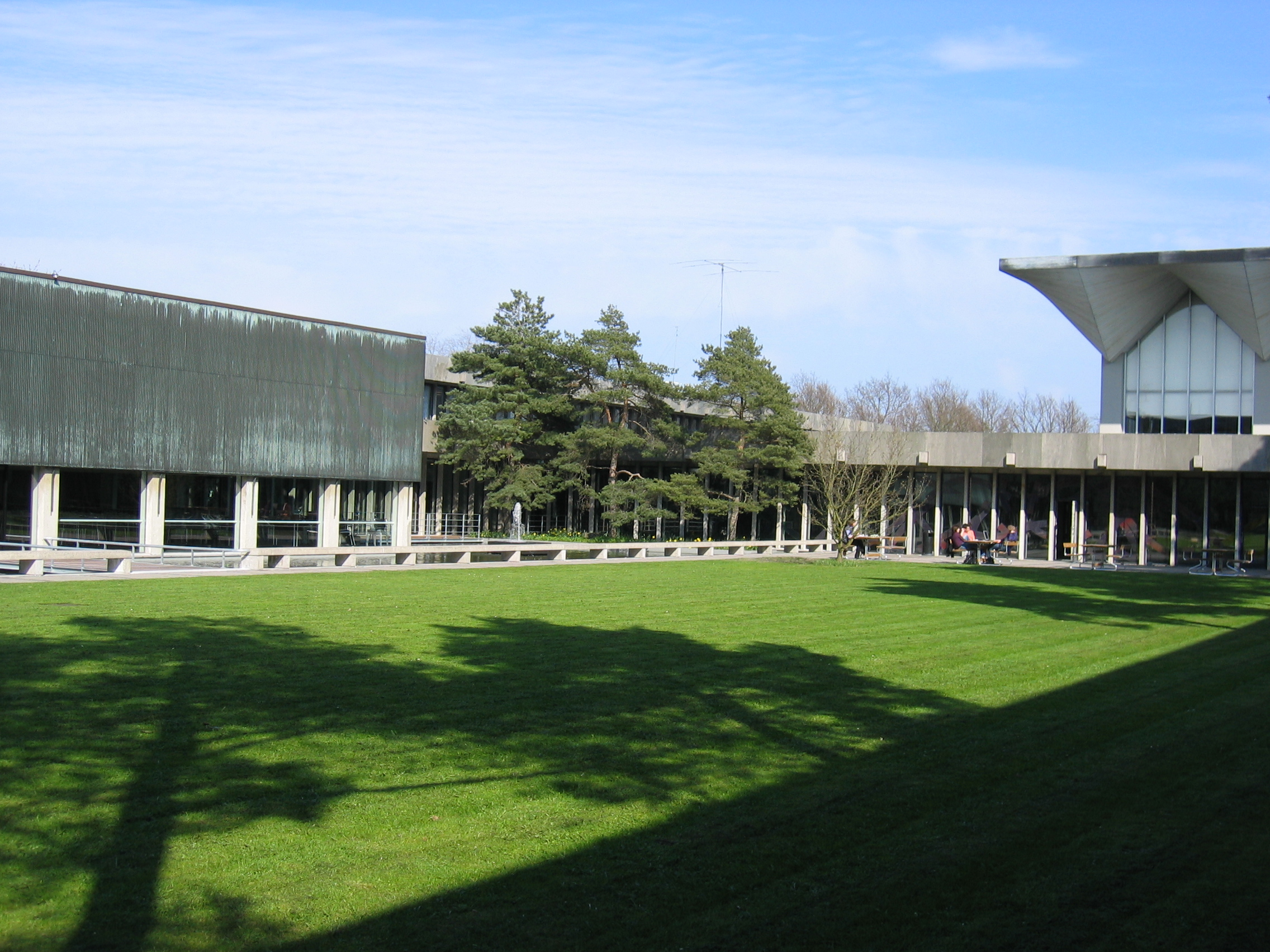
Binnentuin van het hoofdgebouw

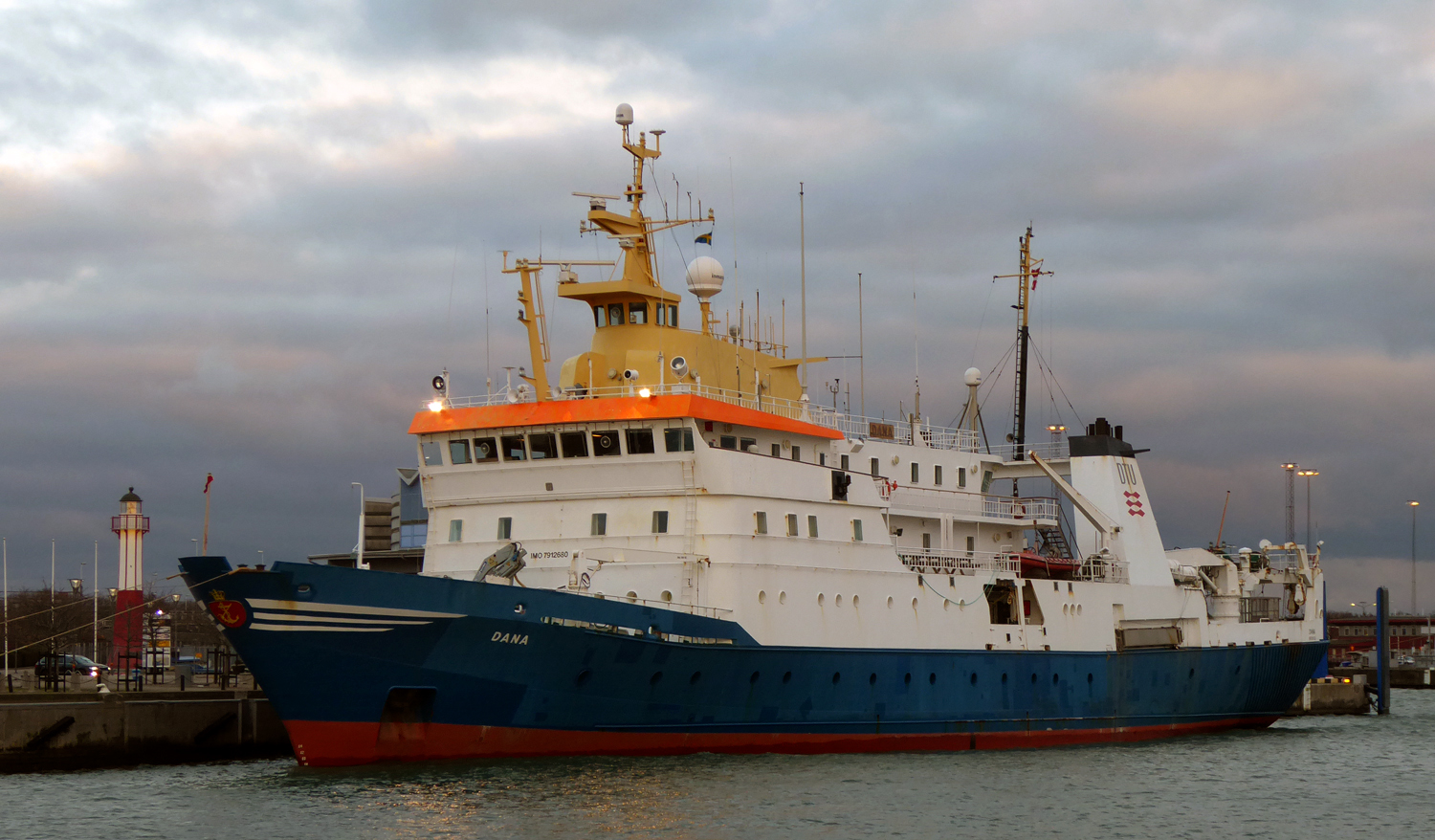
R/V Dana, onderzoeksboot van de universiteit

Danmarks Tekniske Universitet (DTU, Technische Universiteit van Denemarken) is een technische universiteit in Denemarken. De hoofdvestiging bevindt zich sinds de jaren 1970 in Kongens Lyngby, niet ver van de hoofdstad Kopenhagen. De universiteit werd in 1829 gesticht als Den Polytekniske Læreanstalt op initiatief van de vermaarde Deense fysicus Hans Christian Ørsted, die als rector de instelling leidde tot aan zijn dood in 1851.